# عندما التقى هاري وسيجال (فلم)
عندما التقى هاري وسيجال (بالإنجليزية: Jab Harry met Sejal) هو فيلم كوميدي رومانسي هندي من بطولة شاه روخ خان وأنوشكا شارما وإخراج وكتابة امتياز علي، صدر في 4 أغسطس 2017.
ويعد هذا الفيلم التعاون الثالث لشاه روخ خان وأنوشكا شارما بعد الفيلمين راب ني بانا دي جودي الذي صدر في عام 2008 وجاب تاك هاي جان الذي صدر في 2012.

## القصة
تدور أحداث القصة حول رحلة هاري وسيجال في أوروبا. بحثاً عن خاتم خطوبة سيجال، ما يجعل هاري يفهم الحب والعلاقات بشكل أفضل. وتجد سيجال خبرات أخرى في شركة هاري مثل الحرية.
وبين كل هذا -هناك الحب والحياة والكذب والتشويق والخيال والبحث عن الصوت الداخلي-.

## الممثلون
- أنوشكا شارما بدور سيجال زافيري
- شاه روخ خان بدور هارندر" هاري " سينغ نيهرا
- أرو كريشانش فيرما بدور مايانك
- شاندان روي سانيال بدور غياس الدين محمد قريشي (غاز)
- إيفيلين شارما بدور ايرينا
- كافي شاستري بدور روبين، خطيبة سيجال
- بالجيت كور ناندا بدور السيدة نهرا، والدة هاري

## الانتاج
بدأت مرحلة ما قبل إنتاج الفيلم في أبريل 2015، وبدأ التصوير الأساسي في أغسطس 2016 في بودابست وبراغ وأمستردام ولشبونة.

## وصلات خارجية
- مقالات تستعمل روابط فنية بلا صلة مع ويكي بيانات
- جاب هاري مت سيجال قي موقع قاعدة بيانات الأفلام على الإنترنت